# Spanje op de Olympische Zomerspelen 2008
Spanje nam deel aan de Olympische Zomerspelen 2008 in Peking, China. Spanje debuteerde op de tweede Zomerspelen in 1900 en deed in 2008 voor de 21e keer mee. Het won onder meer vijf gouden medailles, een evenaring van het aantal van Atlanta (1996). Alleen in 1992 in eigen land werd er meer goud gewonnen.

## Medailleoverzicht
| Sport            | Olympiër | Discipline         | Medaille |
| ---------------- | --- | ------------------ | -------- |
| Kanovaren        | Saúl Craviotto Carlos Pérez | K2 500 m (m)       | Goud     |
| Tennis           | Rafael Nadal | enkelspel (m)      | Goud     |
| Wielersport      | Juan Llaneras | puntenkoers (m)    | Goud     |
| Wielersport      | Samuel Sánchez | wegwedstrijd (m)   | Goud     |
| Zeilen           | Fernando Echavarri Anton Paz | tornado klasse (o) | Goud     |
| Basketbal        | Olympisch team | mannen             | Zilver   |
| Gewichtheffen    | Lidia Valentín | -75kg (v)          | Zilver   |
| Gymnastiek       | Gervasio Deferr | vloer (m)          | Zilver   |
| Hockey           | Olympisch team | mannen             | Zilver   |
| Kanovaren        | David Cal | C1 500 m (m)       | Zilver   |
| Kanovaren        | David Cal | C1 1000 m (m)      | Zilver   |
| Synchroonzwemmen | Andrea Fuentes Gemma Mengual | duet (v)           | Zilver   |
| Synchroonzwemmen | Andrea Fuentes Gemma Mengual Alba Maria Cabello Raquel Corral Thais Henriquez Laura Lopez Irina Rodriguez Paola Tirados Gisela Moron | vrouwen team       | Zilver   |
| Tennis           | Anabel Medina Garrigues Virginia Ruano Pascual                                                                                       | dubbelspel (v)     | Zilver   |
| Wielersport      | Juan Llaneras Antonio Tauler | koppelkoers (m)    | Zilver   |
| Zeilen           | Iker Martínez Xabier Fernández | 49er-klasse (o)    | Zilver   |
| Handbal          | Olympisch team | mannen             | Brons    |
| Schermen         | José Luis Abajo | degen (m)          | Brons    |
| Wielersport      | Leire Olaberria | puntenkoers (v)    | Brons    |

## Deelnemers en resultaten

### Boogschieten
| Daniel Morillo | Mannen | 657 | 33 | Markivan Ivashko (32) Won 115-107 | Juan René Serrano (1) Verloor 112-111 | Niet gehaald | Niet gehaald | Niet gehaald | Niet gehaald |

### Atletiek

#### Mannen
Baan- en wegdisciplines
| Discipline          | Atleten                    | Ronde 1   | Ronde 1 | Ronde 2      | Ronde 2      | Halve finale | Halve finale | Finale       | Finale       |
| Discipline          | Atleten                    | Resultaat | Ranking | Resultaat    | Ranking      | Resultaat    | Ranking      | Resultaat    | Ranking      |
| ------------------- | -------------------------- | --------- | ------- | ------------ | ------------ | ------------ | ------------ | ------------ | ------------ |
| 100 m               | Ángel David Rodríguez      | 10.34     | 34 q    | 10.35        | 33e          | Niet gehaald | Niet gehaald | Niet gehaald | Niet gehaald |
| 200 m               | Ángel David Rodríguez      | 20.87     |         | Niet gehaald | Niet gehaald | Niet gehaald | Niet gehaald | Niet gehaald | Niet gehaald |
| 800 m               | Manuel Olmedo              |           |         |              |              |              |              |              |              |
| 800 m               | Antonio Manuel Reina       |           |         |              |              |              |              |              |              |
| 800 m               | Miguel Quesada             |           |         |              |              |              |              |              |              |
| 1500 m              | Juan Carlos Higuero        | 3:41.70   | Kwal.   |              |              | 3:37.31      | Kwal.        |              |              |
| 1500 m              | Arturo Casado              | 3:36.42   | Kwal.   |              |              | 3:41.57      |              | Niet gehaald | Niet gehaald |
| 1500 m              | Reyes Estévez              | 3:39.62   |         |              |              | Niet gehaald | Niet gehaald | Niet gehaald | Niet gehaald |
| 5000 m              | Jesús España               |           |         |              |              |              |              |              |              |
| 5000 m              | Alemayehu Bezabeh          |           |         |              |              |              |              |              |              |
| 5000 m              | Alberto García             |           |         |              |              |              |              |              |              |
| 10000 m             | Juan Carlos de la Ossa     |           |         |              |              |              |              | 27:54.20     | 17th         |
| 10000 m             | Carlos Castillejo          |           |         |              |              |              |              | 28:13.68     | 23th         |
| 10000 m             | Ayad Lamdassem             |           |         |              |              |              |              | 28:13.73     | 24th         |
| 110 m horden        | Jackson Quiñonez           | 13.41     | 5 Kwal. |              |              |              |              |              |              |
| 3000 m steeplechase | Rubén Palomeque            | 8:58.50   |         |              |              |              |              | Niet gehaald | Niet gehaald |
| 3000 m steeplechase | José Luis Blanco           | 8:37.37   |         |              |              |              |              | Niet gehaald | Niet gehaald |
| 3000 m steeplechase | Eliseo Martín              | 8:23.19   |         |              |              |              |              | Niet gehaald | Niet gehaald |
| Marathon            | Julio Rey                  |           |         |              |              |              |              |              |              |
| Marathon            | Chema Martínez             |           |         |              |              |              |              |              |              |
| Marathon            | José Ríos                  |           |         |              |              |              |              |              |              |
| 20 km snelwandelen  | Francisco Javier Fernández |           |         |              |              |              |              | 1:20:32      | 7e           |
| 20 km snelwandelen  | Juan Manuel Molina         |           |         |              |              |              |              | 1:21:25      | 12e          |
| 20 km snelwandelen  | Benjamín Sánchez           |           |         |              |              |              |              | 1:21:38      | 13e          |
| 50 km snelwandelen  | Jesús Ángel García         |           |         |              |              |              |              |              |              |
| 50 km snelwandelen  | Mikel Odriozola            |           |         |              |              |              |              |              |              |
| 50 km snelwandelen  | Santiago Pérez             |           |         |              |              |              |              |              |              |

Velddisciplines
| Discipline   | Atleten           | Kwalificatie | Kwalificatie | Finale       | Finale       |
| Discipline   | Atleten           | Resultaat    | Ranking      | Resultaat    | Ranking      |
| ------------ | ----------------- | ------------ | ------------ | ------------ | ------------ |
| Verspringen  | Luis Felipe Meliz | 7.95         | 10 Kwal.     | 8.07         | 7e           |
| Hoogspringen | Javier Bermejo    | 2.20         |              | Niet gehaald | Niet gehaald |
| Kogelstoten  | Javier Bermejo    | 19,81        | 19e          | Niet gehaald | Niet gehaald |
| Discuswerpen | Mario Pestano     | 64.42        | 7e Kwal.     |              |              |
| Discuswerpen | Frank Casañas     | 64.99        | 4e Kwal.     |              |              |

Gecombineerd
David Gómez
| Decatlon         | Discipline |            |        |         |
| Decatlon         | Discipline | Resultaten | Punten | Ranking |
| ---------------- | ---------- | ---------- | ------ | ------- |
|                  | 100 m      |            |        |         |
| Verspringen      |            |            |        |         |
| Kogelstoten      |            |            |        |         |
| Hoogspringen     |            |            |        |         |
| 400 m            |            |            |        |         |
| 110 m horden     |            |            |        |         |
| Discuswerpen     |            |            |        |         |
| Polsstokspringen |            |            |        |         |
| Speerwerpen      |            |            |        |         |
| 1500 m           |            |            |        |         |
| Finale           |            |            |        |         |

#### Vrouwen
Baan- en wegdisciplines
| Discipline          | Atleten             | Ronde 1   | Ronde 1 | Ronde 2   | Ronde 2 | Halve finale | Halve finale | Finale         | Finale         |
| Discipline          | Atleten             | Resultaat | Ranking | Resultaat | Ranking | Resultaat    | Ranking      | Resultaat      | Ranking        |
| ------------------- | ------------------- | --------- | ------- | --------- | ------- | ------------ | ------------ | -------------- | -------------- |
| 1500 m              | Iris Fuentes-Pila   |           |         |           |         |              |              |                |                |
| 1500 m              | Natalia Rodríguez   |           |         |           |         |              |              |                |                |
| 5000 m              | Dolores Checa       |           |         |           |         |              |              |                |                |
| 10000 m             | Isabel Checa        |           |         |           |         |              |              | 33:17.88       | 29e            |
| 100 m horden        | Josephine Onyia     | 12.68     | Kwal.   |           |         | 12.86        |              | Niet gehaald   | Niet gehaald   |
| 400 m horden        | Laia Forcadell      | 58.64     | 26e     |           |         | Niet gehaald | Niet gehaald | Niet gehaald   | Niet gehaald   |
| 3000 m steeplechase | Marta Domínguez     | 9:22.11   | Kwal.   |           |         |              |              | Niet gefinisht | Niet gefinisht |
| 3000 m steeplechase | Rosa Morató         | 9:45.33   |         |           |         |              |              | Niet gehaald   | Niet gehaald   |
| 3000 m steeplechase | Zulema Fuentes-Pila | 9:29.40   | Kwal.   |           |         |              |              | 9:35.16        | 12e            |
| Marathon            | Alessandra Aguilar  |           |         |           |         |              |              | 2:39:29        | 54e            |
| Marathon            | Yesenia Centeno     |           |         |           |         |              |              | 2:36:25        | 45e            |
| Marathon            | María José Pueyo    |           |         |           |         |              |              | 2:48:01        | 64e            |
| 20 km snelwandelen  | María Vasco         |           |         |           |         |              |              |                |                |
| 20 km snelwandelen  | Beatriz Pascual     |           |         |           |         |              |              |                |                |
| 20 km snelwandelen  | María José Poves    |           |         |           |         |              |              |                |                |

| Discipline           | Atleten             | Kwalificatie | Kwalificatie | Finale       | Finale       |
| Discipline           | Atleten             | Resultaat    | Ranking      | Resultaat    | Ranking      |
| -------------------- | ------------------- | ------------ | ------------ | ------------ | ------------ |
| Verspringen          | Concepción Montaner | 6,53         |              | Niet gehaald | Niet gehaald |
| Hink-stap-springen   | Carlota Castrejana  | 14.02        |              | Niet gehaald | Niet gehaald |
| Hoogspringen         | Ruth Beitia         |              |              |              |              |
| Polsstokhoogspringen | Naroa Agirre        | 4.40         |              | Niet gehaald | Niet gehaald |
| Kogelstoten          | Irache Quintanal    |              |              | Niet gehaald | Niet gehaald |
| Speerwerpen          | Mercedes Chilla     | 61.81        | Kwal.        |              |              |
| Hamerslingeren       | Berta Castells      | 62.44        |              | Niet gehaald | Niet gehaald |

### Basketbal
| Olympiër | Discipline | Resultaat | Prestatie |
| --- | ---------- | --------- | --- |
| Jose Calderón Rudy Fernández Jorge Garbajosa Marc Gasol Pau Gasol Carlos Jiménez Raúl López Juan Navarro Álex Numbrú Filpe Reyes Berni Rodrígues Ricky Rubio | mannen     | Zilver    | groepsfase: 81- 66 Spanje - Griekenland 85- 75 nv Spanje - China 72- 59 Spanje - Duitsland 82-119 Spanje - Verenigde Staten 98- 50 Spanje - Angola kwartfinale: 72- 59 Spanje - Kroatië halve finale: 91- 86 Spanje - Litouwen finale: 107-118 Spanje - Verenigde Staten |

### Handbal
| Olympiër | Discipline | Resultaat | Prestatie |
| --- | ---------- | --------- | --- |
| David Barrufet Jon Belaustegui David Davis Alberto Entrerrios Raul Entrerrios Juan Garcia Ruben Garabaya Jose Javier Hombrados Demetrio Lozano Cristian Malmagro Albert Rocas Iker Romero Carlos Prieto Victor Thomas | mannen     | Brons     | groepsfase: 29-31 Spanje - Kroatië 30-29 Spanje - Polen 36-22 Spanje - China 21-28 Spanje - Frankrijk 36-35 Spanje - Brazilië kwartfinale: 29-24 Spanje - Zuid-Korea halve finale: 30-36 Spanje - IJsland bronzen finale: 35-29 Spanje - Kroatië |

### Hockey
| Olympiër | Discipline | Resultaat | Prestatie |
| --- | ---------- | --------- | --- |
| David Alegre Ramón Alegre Pablo Amat Eduard Arbos Francisco Cortes Sergi Enrique Alexandre Fábregas Francisco Fábregas Juan Fernandez Santi Freixa Rodrigo Garza Roc Oliva Xavier Ribas Albert Sala Víctor Sojo Eduardo Tubau | mannen     | Zilver    | groepsfase: 4-2 Spanje - België 1-0 Spanje - Nieuw-Zeeland 2-1 Spanje - China 0-1 Spanje - Duitsland 2-1 Spanje - Zuid-Korea halve finale: 3-2 Spanje - Australië finale: 0-1 Spanje - Duitsland |

### Schietsport
| Olympiër                   | Discipline       | Resultaat | Prestatie |
| -------------------------- | ---------------- | --------- | --------- |
| Juan José Aramburu Amorena | ? (m)            |           |           |
| Alberto Fernández Muñoz    | ? (m)            |           |           |
| María del Pilar Fernández  | 25 m pistool (m) |           |           |
| Luis Jesús Martínez Encabo | ? (m)            |           |           |
| Mario Núñez García         | ? (m)            |           |           |
| Jesús Serrano Lara         | ? (m)            |           |           |
| Sonia Franquet Calvente    | ? (v)            |           |           |

### Taekwondo
| Olympiër                   | Discipline      | Resultaat | Prestatie |
| -------------------------- | --------------- | --------- | --------- |
| Juan Antonio Ramos Sánchez | tot 58 kg (m)   |           |           |
| Jon García Aguado          | boven 80 kg (m) |           |           |
| Rosana Simón Álamo         | boven 67 kg (v) |           |           |

### Tafeltennis
| Olympiër                | Discipline     | Resultaat | Prestatie |
| ----------------------- | -------------- | --------- | --------- |
| Alfredo Carneros Beamud | enkelspel (m)  |           |           |
| He Zhiwen               | enkelspel (m)  |           |           |
| Yanfei Shen             | enkelspel (v)  |           |           |
| Fang Zhu Jin            | enkelspel (v)  |           |           |
| ? Galia Dvorak          | dubbelspel (v) |           |           |

### Tennis
| Olympiër                                           | Discipline     | Resultaat | Prestatie |
| -------------------------------------------------- | -------------- | --------- | --------- |
| Nicolás Almagro Sánchez                            | enkelspel (m)  | 1e ronde  |           |
| David Ferrer Ern                                   | enkelspel (m)  | 1e ronde  |           |
| Rafael Nadal Parera                                | enkelspel (m)  |           | Winnaar   |
| Tommy Robredo Garcés                               | enkelspel (m)  | 1e ronde  |           |
| Nicolás Almagro Sánchez David Ferrer Ern           | dubbelspel (m) |           |           |
| Nicolás Almagro Sánchez David Ferrer Ern           | dubbelspel (m) |           |           |
| Nuria Llagostera Vives                             | enkelspel (v)  |           |           |
| María José Martínez Sánchez                        | enkelspel (v)  |           |           |
| Ana Isabel Medina Garrigues                        | enkelspel (v)  |           |           |
| Carla Suárez Navarro                               | enkelspel (v)  |           |           |
| Nuria Llagostera Vives María José Martínez Sánchez | dubbelspel (v) |           |           |
| Ana Isabel Medina Garrigues Virginia Ruano Pascual | dubbelspel (v) |           |           |

### Triatlon
| Olympiër                    | Discipline | Resultaat | Prestatie |
| --------------------------- | ---------- | --------- | --------- |
| Francisco Javier Gómez Noya | mannen     |           |           |
| Ainhoa Murúa Zubizarreta    | mannen     |           |           |
| Iván Raña Fuentes           | mannen     |           |           |
| Ana Burgos Acuña            | vrouwen    |           |           |

### Volleybal
| Olympiër                        | Discipline         | Resultaat | Prestatie |
| ------------------------------- | ------------------ | --------- | --------- |
| Pablo Herrera Allepuz Raúl Mesa | beachvolleybal (m) |           |           |

### Waterpolo
| Olympiër | Discipline | Resultaat | Prestatie |
| --- | ---------- | --------- | --------- |
| Iñaki Aguilar Vicente Ángel Luis Andreo Gabán Iván Gallego Vela Javier García Gadea Mario José García Rodríguez Svilen Ivanov David Martín Lozano Marc Minguell Alférez Guillermo Molina Ríos Ibán Pérez Manzanares Felipe Perrone Rocha Ricardo Perrone Rocha Xavier Vallès Trias | mannen     |           |           |

### Wielersport
| Olympiër             | Discipline                 | Resultaat | Prestatie      |
| -------------------- | -------------------------- | --------- | -------------- |
| Alberto Contador     | wegrit mannen              | -         | -              |
| Óscar Freire         | wegrit mannen              | -         | -              |
| Samuel Sánchez       | wegrit mannen              | Goud      | 6h 23' 49      |
| Carlos Sastre        | wegrit mannen              | 49        | 6h 31' 06      |
| Alejandro Valverde   | wegrit mannen              | 13        | 6h 24' 11      |
| María Isabel Moreno  | wegrit vrouwen             |           |                |
| Anna Sanchis         | wegrit vrouwen             |           |                |
| Marta Vilajosana     | wegrit vrouwen             |           |                |
| Alberto Contador     | individuele tijdrit mannen |           |                |
| Samuel Sánchez       | individuele tijdrit mannen |           |                |
| Iñaki Lejarreta      | mountainbike mannen        | 8         | 02:00:21       |
| José Antonio Hermida | mountainbike mannen        | 10        | 02:01:01       |
| Carlos Coloma        | mountainbike mannen        | 28        | 02:09:05       |
| Margarita Fullana    | mountainbike vrouwen       | –         | niet gefinisht |

### Zeilen
| Olympiër                                                         | Discipline              | Resultaat | Prestatie |
| ---------------------------------------------------------------- | ----------------------- | --------- | --------- |
| Iván Pastor Lafuente                                             | plankzeilen (m)         |           |           |
| Javier Hernández Cebrián                                         | laser klasse (m)        |           |           |
| Onán Barreiros Rodríguez Aarón Sarmiento Padilla                 | 470 klasse (m)          |           |           |
| Marina Alabau                                                    | plankzeilen (v)         |           |           |
| Susana Romero Steensma                                           | laser radial klasse (v) |           |           |
| Laia Tutzo Moreno Natalia Vía-Dufresne                           | 470 klasse (v)          |           |           |
| Mónica Azón Canalda Sandra Azón Canalda Graciela Pisonero Castro | yngling klasse (v)      |           |           |
| Rafael Trujillo Villar                                           | finn klasse (o)         |           |           |
| Xabier Fernández Iker Martínez                                   | 49er-klasse (o)         |           |           |
| Fernando Echavarri Antón Paz Blanco                              | tornado klasse (o)      |           |           |

Afghanistan · Albanië · Algerije · Amerikaanse Maagdeneilanden · Amerikaans-Samoa · Andorra · Angola · Antigua en Barbuda · Argentinië · Armenië · Aruba · Australië · Azerbeidzjan · Bahama's · Bahrein · Bangladesh · Barbados · België · Belize · Benin · Bermuda · Bhutan · Bolivia · Bosnië en Herzegovina · Botswana · Brazilië · Britse Maagdeneilanden · Bulgarije · Burkina Faso · Burundi · Cambodja · Canada · Centraal-Afrikaanse Republiek · Chili · China · Chinees Taipei · Colombia · Comoren · Congo-Brazzaville · Congo-Kinshasa · Cookeilanden · Costa Rica · Cuba · Cyprus · Denemarken · Djibouti · Dominica · Dominicaanse Republiek · Duitsland · Ecuador · Egypte · El Salvador · Equatoriaal-Guinea · Eritrea · Estland · Ethiopië · Fiji · Filipijnen · Finland · Frankrijk · Gabon · Gambia · Georgië · Ghana · Grenada · Griekenland · Groot-Brittannië · Guam · Guatemala · Guinee · Guinee‑Bissau · Guyana · Haïti · Honduras · Hongarije · Hongkong · Ierland · IJsland · India · Indonesië · Irak · Iran · Israël · Italië · Ivoorkust · Jamaica · Japan · Jemen · Jordanië · Kaaimaneilanden · Kaapverdië · Kameroen · Kazachstan · Kenia · Kirgizië · Kiribati · Koeweit · Kroatië · Laos · Lesotho · Letland · Libanon · Liberia · Libië · Liechtenstein · Litouwen · Luxemburg · Macedonië · Madagaskar · Malawi · Malediven · Maleisië · Mali · Malta · Marshalleilanden · Marokko · Mauritanië · Mauritius · Mexico · Micronesië · Moldavië · Monaco · Mongolië · Montenegro · Mozambique · Myanmar · Namibië · Nauru · Nederland · Nederlandse Antillen · Nepal · Nicaragua · Nieuw-Zeeland · Niger · Nigeria · Noord-Korea · Noorwegen · Oeganda · Oekraïne · Oezbekistan · Oman · Oostenrijk · Oost‑Timor · Pakistan · Palau · Palestina · Panama · Papoea-Nieuw-Guinea · Paraguay · Peru · Polen · Portugal · Puerto Rico · Qatar · Roemenië · Rusland · Rwanda · Saint Kitts en Nevis · Saint Lucia · Saint Vincent en Grenadines · Salomonseilanden · Samoa · San Marino · Sao Tomé en Principe · Saoedi-Arabië · Senegal · Servië · Seychellen · Sierra Leone · Singapore · Slovenië · Slowakije · Soedan · Somalië · Spanje · Sri Lanka · Suriname · Swaziland · Syrië · Tadzjikistan · Tanzania · Thailand · Togo · Tonga · Trinidad en Tobago · Tsjaad · Tsjechië · Tunesië · Turkije · Turkmenistan · Tuvalu · Uruguay · Vanuatu · Venezuela · Verenigde Arabische Emiraten · Verenigde Staten · Vietnam · Wit-Rusland · Zambia · Zimbabwe · Zuid-Afrika · Zuid-Korea · Zweden · Zwitserland
Uitgesloten van deelname: Brunei